# Diana Mines
Diana Elizabeth Mines Goldstein (Asunción, 22 de noviembre de 1948) es una fotógrafa, docente, curadora y artista plástica paraguaya, que reside desde 1951 en Uruguay.

## Trayectoria profesional
En 1951 se radicó junto a su familia en la ciudad de Montevideo. Cursó la Licenciatura en Historia en la Facultad de Humanidades de la Universidad de la República sin graduarse. Formalmente se dedica a la fotografía desde 1974, año en que ingresó a tomar clases en el Foto Club Uruguayo. Estudió en el San Francisco Art Institute, de California (1977-1980), donde obtuvo un BFA (equivalente a Licenciatura en Bellas Artes, especialidad fotografía).
Al regreso a Uruguay en 1980, trabajó como laboratorista color y fotógrafa de teatro. Brindó clases en la Licenciatura de Ciencias de la Comunicación de la Universidad Católica entre 1981 y 1999. Compartió con Dina Pintos la dirección de cursos en el Foto Club Uruguayo entre 1984 y 1988. Asimismo, dictó cursos de fotografía en varias ciudades de Uruguay entre 1986 y 1988, en el marco de un convenio entre el Foto Club Uruguayo y el Ministerio de Educación y Cultura. Impartió talleres particulares desde 1989 y, luego, en la Escuela Aquelarre.
Escribió críticas sobre exposiciones y artículos teóricos sobre Fotografía en los semanarios Jaque (1984-1986), La Hora Cultural (1986- 1988) y Brecha (desde 1988 hasta pasados los años 2010).
Ocasionalmente también en La República de las Mujeres.
En 1988 fue invitada a disertar en la Reunión Anual de la Asociación de Profesores de Fotografía en Houston, Estados Unidos, que coincidió con el 2.º FotoFest en dicha ciudad.
En 1990 realizó la curaduría de la muestra "Fotografía Uruguaya. 150 años después" en el Subte Municipal, en homenaje al sesquicentenario de la introducción de la fotografía en Uruguay, organizada por el Departamento de Cultura de la Intendencia Municipal de Montevideo.
Desde 2007 a 2010 fue la conductora del programa f/22, que emitió el canal TV Ciudad.

### Exposiciones Individuales
- 1980, Rendición de cuentas, Sala Vieytes del Ballet de Cámara de Montevideo.
- 1989, Galería del Notariado, Teatro de Cámara.
- 2007, Nada nuevo bajo el Sol, Centro Cultural de España.[8]

### Exposiciones colectivas
Algunas de las exposiciones colectivas en las que participó sonː
- 1986, Salón 46.º Aniversario de Foto Club Uruguayo en la Galería del Notariado.
- V Semana Nacional de Fotografía brasileña, Curitiba.
- 1988, Primera Muestra Colectiva de Mujeres Fotógrafas "Campo Minado", en el Centro de Exposiciones del Palacio Municipal de Montevideo.[9]
- 1993, Las invisibles. Galería del Notariado.
- 1996, Las (In)Visibles: Women Artists of Uruguay. Loyola Marymount, Los Ángeles.[10]

## Premios y reconocimientos
- 2010, Premio Figari a la trayectoria. Este premio es otorgado por el Banco Central del Uruguay en acuerdo con el Ministerio de Educación y Cultura de Uruguay (MEC) y el Museo Figari.[11]
- 2022, fue declarada Ciudana Ilustre por la Intendencia Departamental de Montevideo en ocasión de cumplirse los 30 años de la primera manifestación pública de las personas LGBT en Uruguay.[12]
- 2024, Medalla Delmira Agustini por su contribución a la cultura y las artes, otorgada por el Ministerio de Educación y Cultura de Uruguay (MEC).[13]

## Activismo lésbico
En 1991 comenzó a trabajar a favor del reconocimiento y los derechos de la diversidad sexual. Fue integrante de Amnistía Internacional Uruguay, donde, junto a Fernando Frontán, crearon el grupo Diversidad para promover diferentes acciones de sensibilización. Entre esas acciones, participaron en el desfile de carnaval con una performance para romper los estereotipos profesionales vinculados a comunidad LGBTI. Al año siguiente, presentaron un barco que navegó la historia de la diversidad desde Grecia antigua.
En 2005 fue una de las oradoras en el acto de inauguración de la Plaza y monolito de la diversidad sexual en Montevideo.